# Rosselange
Rosselange és un municipi francès, situat al departament del Mosel·la i a la regió del Gran Est. L'any 2007 tenia 2.980 habitants.

## Demografia

### Població
El 2007 la població de fet de Rosselange era de 2.980 persones. Hi havia 1.140 famílies, de les quals 364 eren unipersonals (127 homes vivint sols i 237 dones vivint soles), 302 parelles sense fills, 362 parelles amb fills i 112 famílies monoparentals amb fills.
La població ha evolucionat segons el següent gràfic:
Habitants censats

### Habitatges
El 2007 hi havia 1.229 habitatges, 1.156 eren l'habitatge principal de la família, 2 eren segones residències i 71 estaven desocupats. 822 eren cases i 393 eren apartaments. Dels 1.156 habitatges principals, 675 estaven ocupats pels seus propietaris, 452 estaven llogats i ocupats pels llogaters i 29 estaven cedits a títol gratuït; 22 tenien una cambra, 103 en tenien dues, 190 en tenien tres, 398 en tenien quatre i 443 en tenien cinc o més. 695 habitatges disposaven pel capbaix d'una plaça de pàrquing. A 502 habitatges hi havia un automòbil i a 386 n'hi havia dos o més.

### Piràmide de població
La piràmide de població per edats i sexe el 2009 era:
| Homes | Edats   | Dones |
| ----- | ------- | ----- |
| 0     | 95 o +  | 2     |
| 1     | 90 a 94 | 6     |
| 6     | 85 a 89 | 27    |
| 15    | 80 a 84 | 17    |
| 43    | 75 a 79 | 70    |
| 83    | 70 a 74 | 103   |
| 78    | 65 a 69 | 78    |
| 100   | 60 a 64 | 88    |
| 99    | 55 a 59 | 79    |
| 88    | 50 a 54 | 82    |
| 128   | 45 a 49 | 112   |
| 101   | 40 a 44 | 72    |
| 151   | 35 a 39 | 117   |
| 143   | 30 a 34 | 140   |
| 109   | 25 a 29 | 118   |
| 85    | 20 a 24 | 66    |
| 85    | 15 a 19 | 89    |
| 96    | 10 a 14 | 62    |
| 95    | 5 a 9   | 97    |
| 78    | 0 a 4   | 96    |

## Economia
El 2007 la població en edat de treballar era de 1.897 persones, 1.216 eren actives i 681 eren inactives. De les 1.216 persones actives 1.035 estaven ocupades (599 homes i 436 dones) i 181 estaven aturades (89 homes i 92 dones). De les 681 persones inactives 119 estaven jubilades, 185 estaven estudiant i 377 estaven classificades com a «altres inactius».

### Ingressos
El 2009 a Rosselange hi havia 1.141 unitats fiscals que integraven 2.646 persones, la mediana anual d'ingressos fiscals per persona era de 14.518 €.

### Activitats econòmiques
Dels 57 establiments que hi havia el 2007, 2 eren d'empreses extractives, 1 d'una empresa alimentària, 1 d'una empresa de fabricació de material elèctric, 3 d'empreses de fabricació d'altres productes industrials, 8 d'empreses de construcció, 14 d'empreses de comerç i reparació d'automòbils, 1 d'una empresa de transport, 2 d'empreses d'hostatgeria i restauració, 1 d'una empresa d'informació i comunicació, 1 d'una empresa financera, 5 d'empreses immobiliàries, 4 d'empreses de serveis, 9 d'entitats de l'administració pública i 5 d'empreses classificades com a «altres activitats de serveis».
Dels 12 establiments de servei als particulars que hi havia el 2009, 2 eren tallers de reparació d'automòbils i de material agrícola, 1 taller d'inspecció tècnica de vehicles, 1 guixaire pintor, 2 fusteries, 2 lampisteries, 2 perruqueries, 1 agència de treball temporal i 1 saló de bellesa.
Dels 3 establiments comercials que hi havia el 2009, 1 era una botiga de més de 120 m², 1 una botiga de menys de 120 m² i 1 una peixateria.

## Equipaments sanitaris i escolars
L'únic equipament sanitari que hi havia el 2009 era una farmàcia.
El 2009 hi havia 1 escola maternal i 1 escola elemental.

## Poblacions més properes
El següent diagrama mostra les poblacions més properes.